# 中国科学院大学材料科学与光电技术学院
中国科学院大学材料科学与光电技术学院是2012年中国科学院大学与中国科学院半导体研究所联合组建成立的学院，成立於2008年12月，其前身为中国科学院研究生院材料学院。

## 主要专业
- 材料科学与工程
- 光学工程
- 机械工程
- 仪器科学与技术
- 航空宇航科学与技术

## 历任院长
历任领导
1. 第一任　2012年至今　院长：李树深 执行院长：胡中波